# Милош Богуновић
Милош Богуновић (Земун, 10. јун 1985) је бивши српски фудбалер који је играо на позицији нападача.

## Каријера
Каријеру је започео са осам година у ФК Земун. Из кадета Земуна отишао је у омладинце Телеоптика, где је био најбољи стрелац лиге, а онда је отишао у Срем из Јакова и у фебруару 2006. године прешао у Рад. У дресу „грађевинара“ са Бањице на 79 мечева постигао 22 првенствена поготка.
Богуновић је у зиму 2007. имао понуду холандског Твентеа, после осмодневне пробе и тест утакмице на којој је постигао два гола и једном асистирао, али до договора није дошло пошто је у Твенте стигао нови тренер. Богуновић се вратио у Србију и својим головима значајно допринео да се ФК Рад врати на елитну сцену.
У летњем прелазном року 2008. постаје члан београдског Партизана, и већ прве сезоне имао је значајан допринос у освајању „дупле круне“. Други део сезоне 2009/10. је провео на позајмици у шпанском Кадизу, а онда се за сезону 2010/11. вратио у Партизан и освојио још једну „дуплу круну” али је одиграо свега 6 утакмица у првенству.
Након Партизана две сезоне је наступао за Нови Пазар. Крајем јула 2013. је постао нови фудбалер тајландског Бангкок јунајтеда, са којим је потписао 1,5 годишњи уговор. Након повратка са Тајланда, наступао за Доњи Срем из Пећинаца, суботички Спартак и земунски Телеоптик.
У децембру 2017. године потписује за Жарково, члана Српске лиге Београд. У другом делу сезоне 2017/18. је одиграо 10 утакмица и постигао један гол за Жарково. Помогао је свом тиму да стигне до прве позиције на табели, са чак 19 бодова предности над Графичаром. Након тога је клуб наставио такмичење у Првој лиги Србије где је Богуновић током првог дела сезоне 2018/19. одиграо 15 утакмица без постигнутог гола. У јануару 2019. године раскида уговор са екипом Жаркова.

## Трофеји

### Партизан
- Суперлига Србије (2): 2008/09, 2010/11.
- Куп Србије (2): 2008/09, 2010/11.